# Ri Il-song
Ri Il-song (kor. 리일성; ur. 14 stycznia 2004 w powiecie Ŭndŏk) – północnokoreański piłkarz grający na pozycji napastnika w klubie Ryomyong SC oraz reprezentacji Korei Północnej.

## Kariera
Jest wychowankiem 4.25 Sports Club. W 2021 przeniósł się do innego północnokoreańskiego klubu Ryomyong SC.
W reprezentacji Korei Północnej zadebiutował 16 listopada 2023 w meczu z Syrią. Pierwszą bramkę w kadrze zdobył 11 czerwca 2024 przeciwko Mjanmie w eliminacjach do Mistrzostw Świata 2026.